# 豊中市立第十五中学校
豊中市立第十五中学校（とよなかしりつ だいじゅうごちゅうがっこう）は、大阪府豊中市熊野町三丁目にある公立中学校。

## 沿革
- 1979年4月1日 - 豊中市立第十五中学校として、現在地に開校。
- 1979年6月20日 - 開校記念式典。この日を創立記念日とする。
- 1993年4月1日 - 文部省・大阪府教育委員会から、生徒指導の研究校に指定される（1994年度まで）。
- 1995年4月24日 - 多目的教室完成。
- 2008年3月5日 - ビオトープ再生事業完成祝賀式典。
- 2022年3月14日 - 卒業式に芸能人さや香とTiktokerのウンパルンパが、au主催の企画に応募したのち当学校が選ばれたため、サプライズで来校し、コロナ禍で様々な行事が中止となり寂しい思いをした卒業生のために当企画が行われた。

## 通学区域
- 豊中市立熊野田小学校、豊中市立東豊中小学校、豊中市立東豊台小学校の通学区域のそれぞれ一部。
  - 熊野町1-4丁目、東豊中町5-6丁目。
  - 豊中市立中学校通学区域一覧表を参照。

## 事件
1991年11月15日放課後、当時3年女子が構内で倒れているところを発見された。生徒は病院に運ばれたが1週間後に死亡した。同級生4人がこの生徒に集団暴行を加えたことが分かり、警察が4人を逮捕した。その後加害生徒のうち3人を中等少年院送致、残りの1人を保護観察処分とした。遺族が起こした民事訴訟では、大阪地裁で1997年4月、加害生徒および親権者に対して損害賠償を命じる判決が出されたものの、「いじめは教職員の目に見えにくいところでおこなわれた」などとして学校の過失責任および暴行の予見可能性はなかったと判断し、豊中市に対する請求は棄却された。また二審大阪高裁でも1998年11月、一審判決を支持して豊中市に対する請求を棄却した。
被害生徒は軽度の障害を持っていた。豊中市は当時、障害のある生徒も普通学級で学ぶ統合教育を推進し、障害児教育の先進地とみられていた。しかしこの生徒に対して、障害を理由にしたいじめがあったが、学校側は十分な対策を取れていなかったことが明らかになった。事件は障害児教育のあり方に議論を投げかけるものとなり、国会でも取り上げられている。

## 交通
- 桃山台駅 西へ約1.3km。
- 阪急バス 熊野町東バス停。